# Râul Plăiești
Râul Plăiești este un afluent al râului Arieș. 